# Charles Wesley Turnbull
Charles Wesley Turnbull (Saint Thomas, 5 de fevereiro de 1935) é um político norte-americano filiado ao Partido Democrata. Turnbull foi o 26.º (ou o 6°, se forem considerados apenas os eleitos a partir de 1969) Governador das Ilhas Virgens Americanas, tendo exercido o cargo entre 1999 e 2007.